# Механічні властивості ґрунтів
Механічні властивості ґрунтів використовуються для оцінки їхньої міцності та стійкості, мають найбільше значення у геотехніці.

## Загальні характеристики
Механічні властивості ґрунтів: межа міцності на стиск та межа міцності на розтягнення, модуль поздовжньої пружності (модуль Юнга), коеф. відносних поперечних деформацій (коефіцієнт Пуассона), а також пружність, пластичність, твердість, міцність, крихкість, дробимість, розпушуваність гірських порід;
Оскільки формування ґрунтів відбувається протягом тривалого геологічного часу, їхні механічні властивості не можуть обумовлюватись лише характером структурних зв’язків часток, гранулометричним і мінеральним складом та вологістю. Тому вони повинні визначитися експериментально. Основними механічними властивостями ґрунтів є стисливість, опір зрушенню та водопроникність.
Стисливість (за законом ущільнення) – здатність ґрунту зменшуватися в об’ємі під дією зовнішніх навантажень. Зміна об’єму ґрунту відбувається за рахунок: зменшення об’ємів пор, розміщених у середині ґрунту, і заповнення водою або повітрям, за рахунок зміни фізичного стану тощо. 
Отже, стисливість ґрунту залежить від його пористості, гранулометричного і мінералогічного складу, природи внутрішніх структурних зв’язків і характеру зовнішнього навантаження.
Стисливість ґрунтів під впливом зовнішнього навантаження має назву просадки або деформації ґрунтів. Деформації ґрунтів поділяються на пружні і пластичні. 
Пружні деформації виникають внаслідок дії навантажень, які не руйнують структурні зв’язки між окремими частинками і характеризують здатність ґрунту повертатись у стале положення після зняття навантаження, тобто не перевищують структурну міцність ґрунту. 
Пластичні деформації виникають через навантаження, які призводять до руйнування скелета ґрунту, відносного переміщення часток ґрунту і порушення зв’язків між ними. Пластичні деформації поділяються на об’ємні, які ущільнюють ґрунт за рахунок зміни об’єму внутрішніх пор, і зсувні, які ущільнюють ґрунт за рахунок зміни його початкової форми аж до повного руйнування структури ґрунту.

## Випробування ґрунтів на стиснення
Випробування ґрунтів на стиснення проводиться шляхом їх ущільнення під навантаженням без можливості бокового розширення. Отже, зміна об’єму може відбутись тільки за рахунок зміни висоти пресу. Дослідження виконуються у жорсткому кільці (одометрі) (рис.).

Рис. 1. Схема приладу для компресійних випробувань:
1 – зразок ґрунту; 2 – металеве кільце; 3 – днище; 4 – тонкі отвори;
5 – штамп; 6 – індикатори годинникового типу; F – напрямок прикладення навантаження

Рис. 2. Схема приладу для випробування ґрунту на зрушення:
1 – нерухома обойма; 2 – рухома обойма; 3 – фільтруюча пластина; N – напрямок дії вертикальної сили, прикладеної до зразка ґрунту; Т – напрямок дії горизонтального навантаження

Випробування проводять у процесі ступеневого навантаження з вимірюванням величини деформації. Ступінь навантаження приймається у межах 0,01–0,1 МПа, залежно від природного стану ґрунту. Вода під час стиснення ґрунту вільно виходить через перфоровані штампи. 
За результатами випробувань отримують експериментальні значення, завдяки яким можна розрахувати зміни коефіцієнта пористості. Оскільки величина коефіцієнта пористості до початку стиснення є заздалегідь відомою, зміна коефіцієнта пористості ґрунту є пропорційною до відносної деформації. Отже, за цією формулою можна розрахувати значення коефіцієнта пористості ґрунту після дії на нього будь-якого тиску.
Ще однією величиною, що характеризує стисливість ґрунтів, є модуль деформації ґрунту (Е). Модуль загальної деформації є важливою характеристикою під час розрахунків основ будівель та інженерних споруд і визначається в польових і лабораторних умовах. 
Найбільш поширений спосіб визначення модуля деформації – проведення компресійних випробувань. Значення модуля деформації ґрунту, знайдене з використанням компресійних кривих, відрізняється від дійсного, оскільки під час відбору зразків ґрунту все ж відбувається якесь порушення його природної структури. Тому для визначення модуля деформації використовують польовий метод випробування ґрунту статичним навантаженням.
Опір ґрунтів зрушенню. Під час послідовного збільшення навантаження на ґрунт спостерігаються три стадії його напруженого стану: а) ущільнення; б) зрушення; в) руйнування чи випирання.
На першій стадії спостерігається зменшення міжчасткового простору ґрунтів. При цьому швидкість деформації з часом зменшується, наближаючись до нуля.
Друга стадія характеризується виникненням дотичних напружень у ґрунтовому масиві під час прикладання до нього зовнішніх навантажень. Чим інтенсивніше в основах будівельних конструкцій розвиваються зони зрушення, тим значнішим стає їх просідання і тим більший час займає стабілізація. 
Опір ґрунту зрушенню характеризується його міцнісними властивостями і використовується у розрахунках основ за першим граничним станом (за міцністю). 
Міцність ґрунту – здатність сприймати зовнішнє навантаження без руйнування, що визначається його внутрішнім опором зрушенню (τ).
Опір ґрунту зрушенню обумовлюється двома фізико-механічними факторами – внутрішнім тертям і зчепленням. У незв’язних сипучих (піщаних) ґрунтах опір зрушенню залежить виключно від внутрішнього тертя між частками ґрунту.
У глинистих ґрунтах розрахунок опору зрушенню ускладнюється наявністю сил зчеплення та водно-суспензійних і цементаційних зв’язків, які мають вплив на цей параметр. Здатність ґрунтів опиратися зрушенню характеризують кут внутрішнього тертя ґрунту, сила зчеплення часток, а також кут та коефіцієнт зрушення. У лабораторних умовах опір ґрунту зрушенню встановлюється дослідженнями його зразків за допомогою різних приладів. Найпростішим із них є одноплоский зрушуючий прилад (рис. 2.)
В приладі для випробування ґрунту на зрушення металева обойма (кільце) розділена на дві частини – верхню, що може переміщуватись під дією горизонтального (дотичного) навантаження Т і нижню – нерухому. Між цими частинами кільця встановлюють проміжок 0,5–1 мм, що задає площину, за якою відбудеться зрушення рухомої частини зразка. На зразок ґрунту в кільці через штамп передають стискаючу (нормальну) силу N. Горизонтальні переміщення верхньої частини зразка фіксують індикатором, встановленим на верхній каретці приладу.
Дослідження ґрунту на зрушення проводять за різних вертикальних напружень (σ) для зразків ґрунту, які залишаються постійними протягом одного випробування.